# Jan Eirik Jensen
Jan Eirik Jensen (født 9. juni 1960) er en norsk lokalpolitiker og borgmester i Loppa kommune for Kystpartiet.
Jensen blev borgmester efter kommunevalget 2007 og er en af to borgmestre for Kystpartiet (den anden er Roy Waage i Skjervøy).